# La Renaixensa
Ne doit pas être confondu avec Renaixença.
La Renaixensa est une publication périodique catalaniste, créée à Barcelone en 1871 comme bimensuel et devenue un quotidien le 1er janvier 1881. Édité en catalan, le journal a eu une influence importante dans les domaines politiques et culturels. Il doit à Pere Aldavert i Martorell et à Àngel Guimerà sa ligne éditoriale. Le dernier numéro paraît le 9 mai 1905.

## Histoire
La Renaxensa est créée comme publication bimensuelle le 1er février 1871 par Pere Aldavert ; elle est dirigée d'abord par Francesc Matheu, puis par Ange Guimerà ensuite. Tous trois faisaient partie de la société catalaniste, La Jeune Catalogne. Avec le sous-titre de Periodich de literatura, ciencias y arts, la revue se veut la vitrine de l'esprit littéraire et culturel de son époque. Son nom initial, La Renaxensa, change à partir de 1876 et devient La Renaixensa. 
À la suite des divergences idéologiques, apparues lors du premier Congrès catalaniste de 1880, entre le courant du catalanisme fédéral et interventionniste défendu par Valentí Almirall, directeur du Diari Català depuis 1879, et le catalanisme patriotique et d'union, défendu par Guimerà et Aldavert, ces derniers transforment la revue en quotidien ; son premier numéro sort des presses le 1er janvier 1881 avec le sous-titre Diari de Catalunya (Quotidien de Catalogne). La revue continue à paraître chaque mois en 1881, puis, à partir de 1882, comme supplément littéraire au quotidien jusqu'en 1903.
Dans le premier numéro, la section de politique, le quotidien déclarait son ambition: « Nous voulons, enfin, ne pas aller sur le chemin du provincialisme exclusif, mais de l'esprit provincial, non sur le chemin du partidarisme politique, mais vers l'esprit de la patrie, non par le fractionnement mais vers l'attraction, pour l'union, pour la fraternité des jugements, des affections et des volontés à la reconstitution de l'élément national qui est la plus grande des puissances civilisatrice des peuples ».

## Directeurs
Pere Aldavert et Àngel Guimerà dirigent le journal de 1881 à 1902 ; Domènec Martí i Julià (ca) leur succède de mai à août 1902, puis Emili Arderiu d' août à décembre 1902. Pere Aldavert reprend la direction de janvier à mai 1903. Joaquim Botet i Sisó (ca) lui succède jusqu'en mars 1905, puis Pere M. Puig d'avril à mai 1905. Le dernier numéro paraît le 9 mai 1905.

## Rédacteurs et collaborateurs

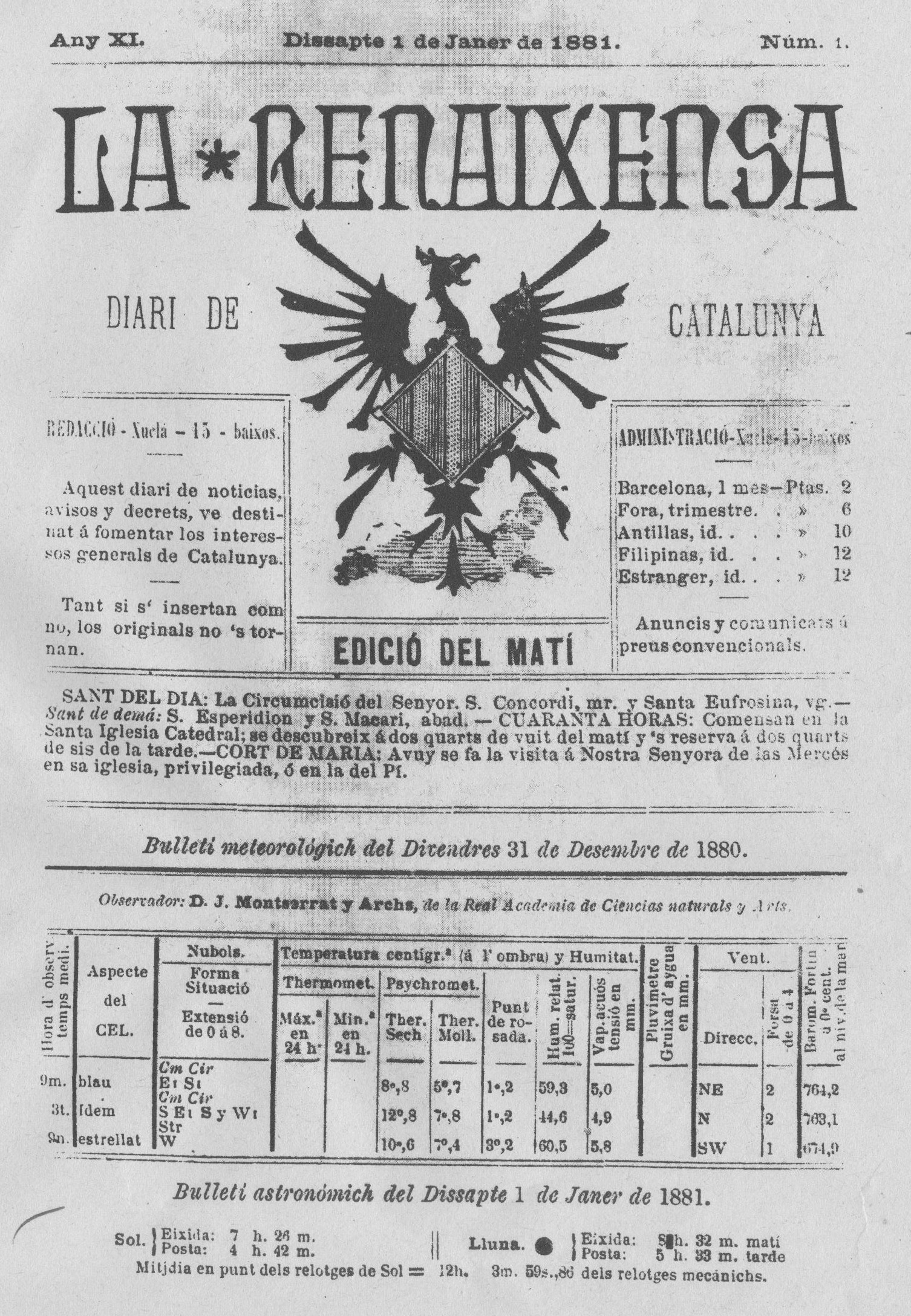
Premier numéro du quotidien, le 1 janvier 1881.

Parmi les rédacteurs et collaborateurs du journal, on relève le journaliste et homme politique Enric Prat de la Riba, l'écrivain Dolors Monserdà et l'architecte Lluís Domènech i Montaner. Ce dernier dessine l'emblème armorié du journal, en combinant les armoiries de la Catalogne et l'emblème du phénix ; en 1878, il publie dans la revue un article En busca de una arquitectura nacional (À la recherche d’une architecture nationale) qui décrit les prémisses du mouvement du modernisme catalan ; cet article a fait immédiatement l'objet de  nombreux commentaires dans les cercles culturels catalans.